# London Keyes

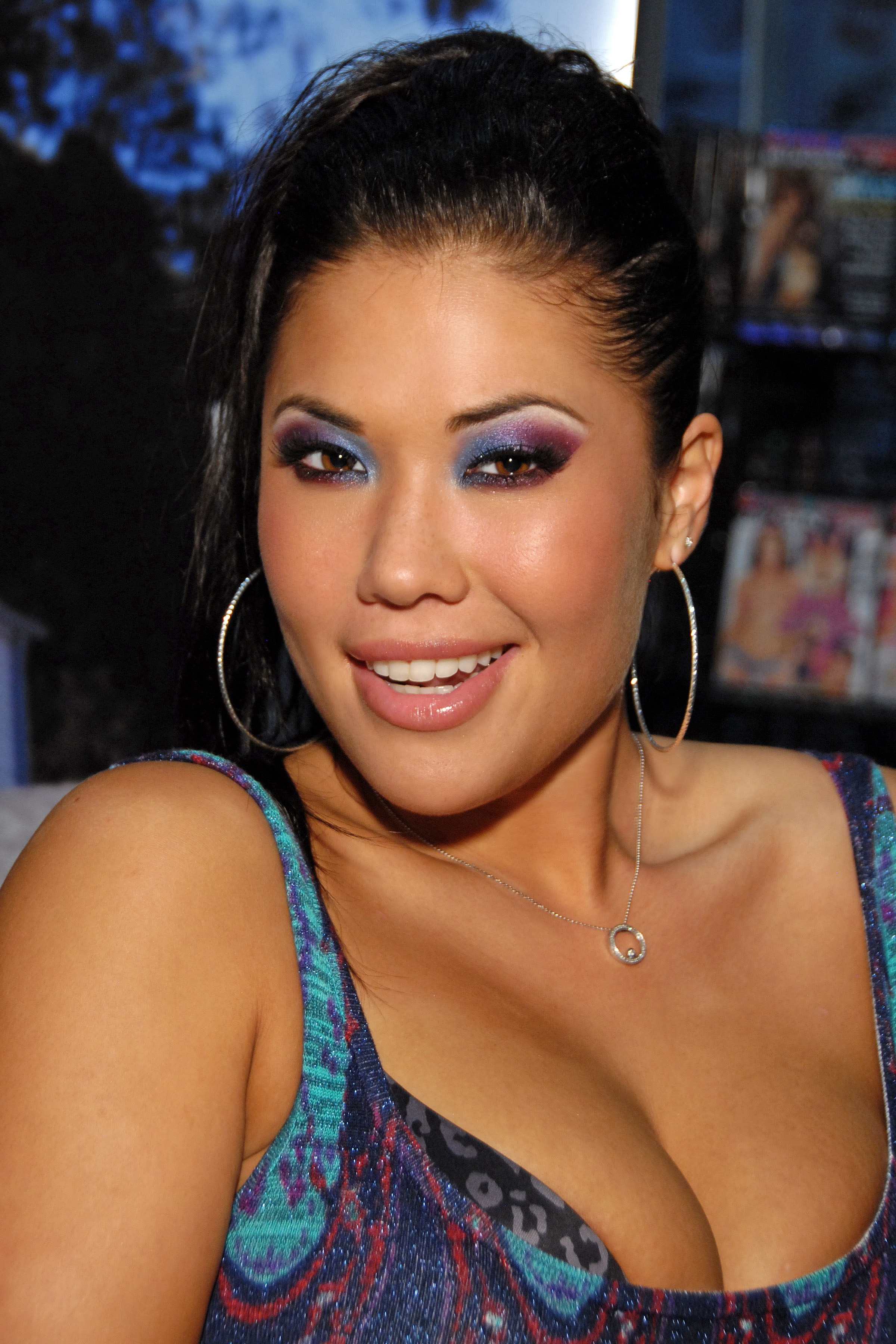
London Keyes (2011)

London Keyes, eigentlich Cora Birdwell (* 18. August 1989 in Seattle, Washington, USA), ist eine US-amerikanische Pornodarstellerin und Erotikmodel.

## Leben
London Keyes wurde 1989 in Seattle, Washington geboren. 2008 begann sie eine Tätigkeit als Stripperin, wodurch sie über einen Bekannten in Kontakt mit der Pornofilmindustrie kam und anschließend ihre Karriere als Pornodarstellerin starten konnte. Keyes kommentierte ihre Karriere in der Branche folgendermaßen:

“I had good luck with it. I didn’t fall into any bad traps.”

„Ich hatte wirklich Glück damit. Ich bin nicht in irgendwelche bösen Fallen getappt.“

2011 wurde London Keyes auf Platz 18 der „50 heißesten asiatischen Pornodarstellerinnen“ des Magazins Complex gelistet.
London Keyes hat laut Internet Adult Film Database (Stand 2019) in 615 Pornofilmen als Darstellerin mitgewirkt.

## Filmografie (Auswahl)
- 2009: Seinfeld: A XXX Parody
- 2010: Asa Akira Is Insatiable
- 2011: Jailhouse Heat
- 2012: Gangbanged 3
- 2012: This Ain’t The Expendables XXX
- 2014: DP Me Vol. 2

## Auszeichnungen
Quelle: Internet Adult Film Database

### AVN Awards
- 2010 Nominee: Best New Starlet
- 2012 Nominee: Best Oral Sex Scene, L for London (2011)
- 2013 Nominee: Best Double Penetration Sex Scene, Sexual Tension: Raw and Uncut (2012)
- 2015 Nominee: Fan Award: Hottest Ass
- 2016 Nominee: Best Oral Sex Scene, Fluid 3 (2015)
- 2016: Nominee: Fan Award: Best Boobs

### Sex Awards
- 2013 Nominee: Porn Star of the Year

### Urban X Awards
- 2012 Nominee: Best Anal Sex Scene, Kelly Divine Is Buttwoman (2011)
- 2012 Nominee: Best Anal Sex Scene, L for London (2011)
- 2012 Nominee: Best Couple Scene, L for London (2011)
- 2012 Nominee: Best Three Way Scene, Jynx Maze Is a Sex Addict (2011)
- 2012 Nominee: Orgasmic Oralist of the Year

### XBiz Awards
- 2013 Nominee: Best Scene – Gonzo/Non-Feature Release, Sexual Tension: Raw and Uncut (2012)
- 2014 Nominee: Best Scene – All-Girl, Backdoor to London (2013)
- 2016 Nominee: Best Scene – All-Girl, Spontaneass 2 (2014)